# (55892) Fuzhougezhi
(55892) Fuzhougezhi est un astéroïde de la ceinture principale.

## Description
(55892) Fuzhougezhi est un astéroïde de la ceinture principale. Il fut découvert le 1er décembre 1997 à la station de Xinglong par le programme Beijing Schmidt CCD Asteroid Program. Il présente une orbite caractérisée par un demi-grand axe de 2,79 UA, une excentricité de 0,30 et une inclinaison de 7,7° par rapport à l'écliptique.

## Compléments